# Каминояма
Каминояма (яп. 上山市 Каминояма-си) — город в Японии, находящийся в префектуре Ямагата. Площадь города составляет 240,95 км², население — 31 988 человек (1 августа 2014), плотность населения — 132,76 чел./км².

## Географическое положение
Город расположен на острове Хонсю в префектуре Ямагата региона Тохоку. С ним граничат города Ямагата, Нанъё и посёлки Такахата, Кавасаки, Ситикасюку.

## Население
Население города составляет 31 988 человек (1 августа 2014), а плотность — 132,76 чел./км². Изменение численности населения с 1980 по 2005 годы:
| 1980 | 38 533 чел. |  |
| 1985 | 38 822 чел. |  |
| 1990 | 38 237 чел. |  |
| 1995 | 38 047 чел. |  |
| 2000 | 36 886 чел. |  |
| 2005 | 36 013 чел. |  |

## Символика
Деревом города считается тис остроконечный, цветком — хризантема, птицей — малая белая цапля.